# Reteporellina delicatula
Reteporellina delicatula is een mosdiertjessoort uit de familie van de Phidoloporidae. De wetenschappelijke naam van de soort is voor het eerst geldig gepubliceerd in 1974 door Hayward.